# Casa C. H. Judd
La casa C. H. Judd es una casa de campo histórica ubicada en el condado de Jefferson (Illinois), cerca del pueblo Belle Rive.

## Historia
La casa victoriana de ladrillo se construyó en 1881. La mayoría de las granjas construidas en el condado de Jefferson en la década de 1880 eran edificios con estructura y pocas casas se construyeron con ladrillos más resistentes. Además, la mayoría de las granjas de ladrillo fueron destruidas en un tornado de 1888 o demolidas, y la casa Judd es la única granja de ladrillos de la época que se conserva. Era el hogar de C. H. Judd, un granjero rico y político local.
La casa Judd figura en el Registro Nacional de Lugares Históricos desde 1983. Es uno de los dos sitios del Registro Nacional en el condado de Jefferson, el otro es el Tribunal de Apelaciones del Quinto Distrito en Mount Vernon.